# هيذر روس ميلر
هيذر روس ميلر (بالإنجليزية: Heather Ross Miller)‏ هي كاتِبة أمريكية، ولدت في 1939.